# قصر البارون منشا
قصر البارون منشا هو أحد القصور القديمة الاثرية بمدينة الإسكندرية وهو موجود بحي محرم بك، حيث قد تم تحويله بعد ذلك إلى مدرسة الأسكندرية الثانوية والتي قسمت بعد ذلك إلي مدرستين وهم المشير أحمد بدوي ومدرسة شدوان بشارع منشا بمحرم بك.

## نبذة عن القصر
(قصر منشا) الواقع بالشارع المسمى بنفس الاسم التاريخى وهو للبارون فيلكس دى منشا وشهرته (البارون منشا) وكان تاجرا ماهرا وتوفى عام 1943 والذي كان متزوجا من السيدة روزيتا كلرديا الاربيارى دى يسندش دى منشا والتي توفيت بعده عام 1949 وكانا لهما من الأولاد جورج دى منشا وجان دى منشا وشهرته جان بيردى ودى منشا زوجة الفريد مواس وكليد دى منشا زوجة جاك فانسنادون والجميع من أصل فرنسي.

## معرض صور

منظر اخر للقصر
القصر من الناحية الشرقية
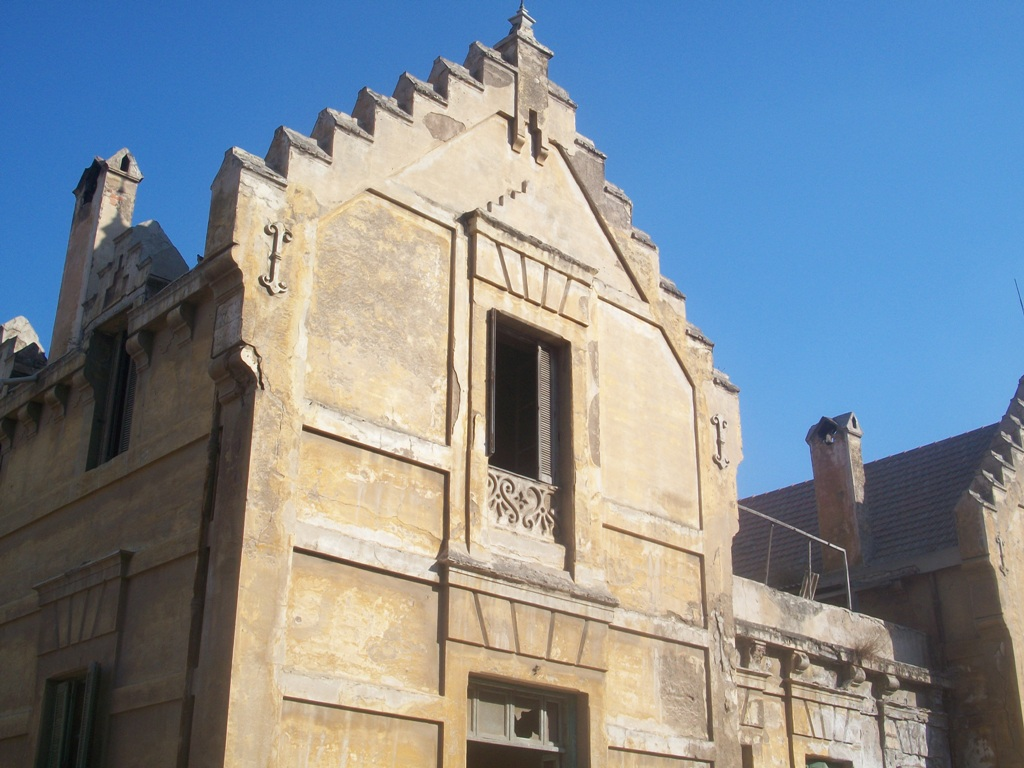
من الناحية الجنوبية